# USS Helena (CA-75)
USS Helena (CA-75) là một tàu tuần dương hạng nặng thuộc lớp Baltimore của Hải quân Hoa Kỳ được đưa vào hoạt động sau khi Chiến tranh Thế giới thứ hai đá kế thúc. Nó là chiếc tàu chiến thứ ba của Hải quân Mỹ được đặt cái tên này theo tên thành phố Helena thuộc tiểu bang Montana. Được hoàn tất quá trễ để có thể tham gia Thế Chiến II, nó phục vụ các hoạt động tuần tra và huấn luyện sau chiến tranh, rồi tham gia cuộc Chiến tranh Triều Tiên trước khi ngừng hoạt động năm 1963 và được bán để tháo dỡ năm 1974. Helena được tặng thưởng danh hiệu Đơn vị Tuyên dương Tổng thống của Cộng hòa Hàn Quốc cùng với bốn Ngôi sao Chiến trận khi phục vụ tại Triều Tiên.

## Thiết kế và chế tạo

### Thiết kế
Sau khi những giới hạn về tải trọng của tàu tuần dương hạng nặng do Hiệp ước Hải quân Washington quy định được dỡ bỏ, lớp Baltimore được thiết kế về căn bản dựa trên chiếc USS Wichita, và một phần cũng dựa trên lớp tàu tuần dương hạng nhẹ lớp Cleveland đang được chế tạo. Những chiếc Baltimore có trong lượng choán nước tiêu chuẩn lên đến 14.500 tấn Anh (14.733 t), và trang bị chín khẩu pháo 8 in (200 mm) trên ba tháp pháo ba nòng. So với lớp Wichita, vũ khí phòng không hạng nhẹ tiếp tục được tăng cường: 12 khẩu đội Bofors 40 mm bốn nòng (48 nòng pháo) cùng với 20-28 khẩu Oerlikon 20 mm. Sau Thế chiến II, pháo phòng không 20 mm bị tháo dỡ do kém hiệu quả, và pháo Bofors 40 mm được thay thế bằng pháo 3-inch/50-caliber trong thập niên 1950.

### Chế tạo
Nguyên được đặt lườn như là chiếc Des Moine vào ngày 9 tháng 9 năm 1943 tại Xưởng tàu Fore River của hãng Bethlehem Steel Co. ở Quincy, Massachusetts, con tàu được đổi tên thành Helena đang khi chế tạo vào ngày 6 tháng 11 năm 1944 sau khi có quyết định hủy bỏ việc đóng chiếc tàu tuần dương hạng nhẹ Helena (CL-113). Nó được hạ thủy  vào ngày 28 tháng 4 năm 1945, được đỡ đầu bởi Bà John T. Haytin, phu nhân Thị trưởng thành phố Helena; và cho nhập biên chế vào ngày 4 tháng 9 năm 1945 dưới quyền chỉ huy của hạm trưởng, Đại tá Hải quân Arthur Howard McCollum.

## Lịch sử hoạt động

### Những năm cuối thập niên 1940
Helena hoàn tất những công việc trang bị cuối cùng tại khu vực Boston và lên đường vào ngày 24 tháng 10 năm 1945, đi đến thành phố New York vào ngày hôm sau tham dự các lễ hội tôn vinh vai trò của Hải quân trong Chiến tranh Thế giới thứ hai nhân Ngày Hải quân 27 tháng 10 năm 1945. Sau hai giai đoạn huấn luyện và chạy thử máy tại vịnh Guantánamo, Cuba, Helena quay trở về Boston vào tháng 2 năm 1946 chuẩn bị cho đợt bố trí đầu tiên, một chuyến đi vòng quanh thế giới. Helena rời Boston ngày 12 tháng 2 năm 1946 đi đến Anh Quốc, nơi Đô đốc H. Kent Hewitt chuyển cờ hiệu của mình lên tàu như là Tư lệnh Lực lượng Hải quân tại châu Âu, và là Tư lệnh Hạm đội 12. Trong ba tháng sau đó, Helena tiến hành các cuộc tập trận huấn luyện tại vùng biển Bắc Âu và viếng thăm hữu nghị các cảng chính tại Anh và Scotland.
Rút khỏi vai trò soái hạm vào ngày 1 tháng 5 năm 1946, Helena lên đường đi Viễn Đông ngang qua kênh đào Suez, ghé thăm các cảng chính tại Địa Trung Hải, Colombo, Ceylon, Singapore, và đi đến Thanh Đảo vào ngày 18 tháng 6 năm 1946. Trong lượt phục vụ tại Viễn Đông, Helena tham gia một loạt các cuộc thực tập huấn luyện khác nhau và cơ động hạm đội, cho đến khi nó rời Thượng Hải vào ngày 22 tháng 3 năm 1947 quay trở về nhà sau hơn một năm ở tại vùng biển nước ngoài.
Sau các hoạt động huấn luyện tại vùng biển California, Helena một lần nữa lên đường vào ngày 3 tháng 4 năm 1948 để hướng sang Viễn Đông, đi đến Thượng Hải 24 ngày sau đó. Trong suốt mùa hè và mùa thu năm 1948, nó hoạt động chủ yếu tại vùng biển Trung Quốc, rồi quay trở về Long Beach, California vào tháng 12 năm 1948.
Helena trải qua hầu hết mùa xuân năm 1949 trong việc huấn luyện thủy thủ mới, và vào tháng 5 thực hiện chuyến đi huấn luyện lực lượng Hải quân Dự bị, rồi quay trở về Long Beach thực hiện các cải biến cần thiết để có thể mang theo máy bay trực thăng. Trong tháng 7 và tháng 8 năm 1949, Helena tham gia chuyến đi huấn luyện kéo dài 6 tuần cho sĩ quan Hải quân Dự bị đến quần đảo Galapagos và Panama. Sau đó nó tham gia Chiến dịch Miki, một cuộc thực tập huấn luyện đổ bộ phối hợp Lục quân-Hải quân tại quần đảo Hawaii vào tháng 11.
Sau đó Helena đi ngang qua Yokosuka và Hồng Kông để đến Philippines, nơi nó tiến hành các hoạt động thực tập huấn luyện. Nó quay lại Nhật Bản vào tháng 1 năm 1950, không lâu sau đó trở nên nổi bật trong phục vụ như là soái hạm của Đệ Thất hạm đội, khi Tham mưu trưởng Liên quân, trong chuyến đi thị sát Viễn Đông lúc đó, đã ghé lên con tàu vào ngày 2 tháng 2 năm 1950. Trong thời gian còn lại của lượt hoạt động tại Viễn Đông, nó tiến hành các cuộc tập trận hạm đội quy mô lớn ngoài khơi Okinawa và ghé thăm các cảng Nhật Bản. Nó lên đường quay trở về Hoa Kỳ vào ngày 21 tháng 5 năm 1950.

### Chiến tranh Triều Tiên
Helena dự định trải qua mùa hè tại Long Beach, tiếp nối bằng một đợt đại tu tại San Francisco; nhưng bất ngờ nhận được tin tức về việc lực lượng cộng sản tấn công về phía Nam bán đảo Triều Tiên. Hối hả chuẩn bị ra khơi; nó lên đường vào ngày 6 tháng 7 năm 1950 hướng sang phía Tây. Nó dừng lại Trân Châu Cảng chỉ để được tiếp đạn, rồi tiếp tục băng qua Thái Bình Dương để đi vào hoạt động ở bờ biển phía Đông Triều Tiên. Vào ngày 7 tháng 8, nó nả những phát đạn pháo đầu tiên vào mục tiêu đối phương, ga đường sắt, đầu máy tàu hỏa và nhà máy điện gần Tanchon.
Phục vụ như là soái hạm của đội đặc nhiệm bắn phá, Helena nả pháo xuống vị trí đối phương, giúp duy trì thế cân bằng ngăn không cho đối thủ mở một cuộc tấn công lớn, trong khi các lực lượng của Liên Hợp Quốc chuẩn bị để chuyển sang tấn công. Những hoạt động kiểu như vậy đã tạo nên sự nghi binh phân tán cần thiết nhằm hỗ trợ cho cuộc tấn công đổ bộ lớn vào Inchon ngày 15 tháng 9 năm 1950. Sau đó, Helena bắn pháo hỗ trợ cho các đơn vị Hàn Quốc đẩy lùi những kẻ xâm lược về phía Bắc dọc theo bờ biển phía Đông, và hỏa lực tập trung của nó đã trợ giúp vào việc nghi binh tại Samchok và trong việc tái chiếm Pohang.
Cho dù rất có giá trị tại vùng biển Triều tiên, Helena không thể kéo dài hơn nữa thời hạn đại tu, nên vào tháng 11 năm 1950 nó về đến Long Beach chuẩn bị cho đợt sửa chữa lớn vốn đã bị trì hoãn đến hai lần.
Sau đợt đại tu, Helena quay trở lại nhiệm vụ tại Sasebo vào ngày 18 tháng 4 năm 1951, và được điều về Lực lượng Đặc nhiệm 77, nhóm tàu sân bay nhanh đang không kích hàng ngày vào đối phương. Trong khi hoạt động như một tàu hộ tống hạng nặng cho các tàu sân bay, nó thường được cho tách ra với nhiệm vụ bắn phá các mục tiêu trên bờ. Trong tháng 6 năm 1951, nó hầu như liên tục phải trực chiến trong việc bắn pháo can thiệp vào các mục tiêu dọc theo bờ biển phía Đông Triều Tiên, và từng bị thiệt hại nhẹ do hỏa lực pháo bờ biển vào cuối tháng 7, nhưng nó cũng tiêu diệt được bảy khẩu đội pháo và một kho đạn của đối phương. Sau một kỳ nghỉ ngắn tại Yokosuka, nó quay trở lại lực lượng đặc nhiệm, nhưng không lâu sau đó được cho tách ra trong một nhiệm vụ đặc biệt hỗ trợ một cuộc không kích lớn vào các kho dự trữ và đầu mối đường sắt tại Rashin, khi nó hoạt động trong vai trò cột mốc radar.
Hỏa lực chính xác của Helena đã giúp đỡ cho Tập đoàn quân 8, khi nó nả pháo vào 13 mục tiêu dọc theo chiến tuyến hỗ trợ cho cuộc tiến quân của bộ binh. Vai trò này còn được tiếp tục khi nó hỗ trợ cho các đơn vị Thủy quân Lục chiến Mỹ và Hàn Quốc. Vào ngày 20 tháng 9 năm 1951 nó quay trở về Yokosuka. Tại đây, trong một buổi lễ được tổ chức trên sàn tàu của nó, Tổng thống Hàn Quốc Lý Thừa Vãn đã trao tặng cho Lực lượng Đặc nhiệm 95 phần thưởng Đơn vị Tuyên dương Tổng thống, lần đầu tiên cho một đơn vị hải quân. Helena được trao tặng phần thưởng do những hoạt động vào mùa thu năm 1950.
Sau khi quay trở lại lực lượng đặc nhiệm, Helena được giao nhiệm vụ bắn pháo hỗ trợ tại khu vực Hungnam-Hamhung. Nhờ sự trinh sát hiệu quả của máy bay trực thăng, hỏa lực pháo của nó rất thành công trong việc phá hủy đường sắt và cầu, các đầu mối và các vị trí pháo trong 2 tuần lễ tiếp theo sau.
Helena quay trở về Long Beach vào ngày 8 tháng 12 năm 1951, và toàn bộ dàn pháo chính gồm chín khẩu 8 inch (200 mm) được thay thế. Đến tháng 2 năm 1952, nó tiến hành huấn luyện trước khi quay trở lại Viễn Đông. Một điểm nổi bật trong giai đoạn này là từ ngày 14 tháng 2 đến ngày 23 tháng 2, khi nó tham gia "Lex Baker One", cuộc thực tập huấn luyện quy mô lớn nhất được tổ chức kể từ khi nổ ra Chiến tranh Triều Tiên. Hơn 70 tàu cùng 15.000 thủy thủ và lính Thủy quân Lục chiến đã tham gia hoạt động này.
Một lần nữa Helena đi đến Yokosuka vào ngày 8 tháng 6 năm 1952, và ngày hôm sau lên đường để để gặp gỡ Lực lượng Đặc nhiệm 77 ngoài khơi bờ biển Triều Tiên. Trong năm tháng tiếp theo sau, nhiệm vụ của nó là phá hủy công trình, tiêu diệt pháo binh và phá hỏng phương tiện vận chuyển. Nó cũng thực hiện việc giải cứu những phi công bị hỏa lực đối phương bắn rơi, hai trong số đó bị rơi sâu trong vùng do đối phương kiểm soát.
Ngày 24 tháng 11 năm 1952, Helena được cho tách khỏi các hoạt động thường lệ tại Yokosuka, và lên đường 5 ngày sau đó cho một nhiệm vụ đặc biệt. Nó đi đến Iwo Jima, nơi mà vào ngày 1 tháng 12, Đô đốc Arthur W. Radford, Tổng tư lệnh Hạm đội Thái Bình Dương, lên tàu bằng một máy bay trực thăng cho một chuyến thị sát ngắn. Hai ngày sau nó tiếp tục đi đến Guam, nơi Tổng thống vừa được bầu Dwight D. Eisenhower cùng nhiều thành viên trong nội các tương lai của ông và Đô đốc Radford lên tàu để đi đến Trân Châu Cảng. Các cuộc hội thảo về chiến lược cấp cao nhất được tổ chức trên tàu, cho đến khi Helena tiễn những người khách đặc biệt lên bờ tại Trân Châu Cảng vào ngày 11 tháng 12 năm 1952, rồi nó lên đường quay về đến Long Beach vào ngày 16 tháng 12.

### Nửa sau thập niên 1950
Helena khởi hành đi Viễn Đông vào ngày 4 tháng 8 năm 1953 để tham gia Lực lượng Đặc nhiệm 77 nhằm tuần tra an ninh trong vùng biển Nhật Bản; và sau một chuyến đi khác quay trở về Hoa Kỳ để bảo trì và huấn luyện, nó lại gia nhập Đệ Thất hạm đội tại Yokosuka trong vai trò soái hạm vào ngày 11 tháng 10 năm 1954. Helena trải qua hầu hết thời gian này tại vùng biển ngoài khơi Đài Loan; đáng kể nhất là vào tháng 2 năm 1955 khi tham gia vào chiến dịch triệt thoái khỏi quần đảo Đại Trần. Những hòn đảo gần bờ này đặt một mối nguy cơ tranh chấp giữa hai phe Quốc gia và Cộng sản; nên cần phải được vô hiệu hóa bằng cách rút bỏ. Tổng thống Eisenhower đưa ra mệnh lệnh tiến hành vào ngày 6 tháng 2, và hạm đội do Helena dẫn đầu đã lên đướng. Đến 15 giờ 00 ngày 9 tháng 2 năm 1955, khi Helena đang tuần tra cánh giới, mọi dân thường với tổng cộng 18.000 đã được rút đi an toàn khỏi đảo. Và đến sáng sớm 12 tháng 2, 20.000 binh lính phe Quốc gia cũng được rút lui; và với Helena di chuyển bọc hậu, lực lượng đặc nhiệm di chuyển về phía Nam.
Sau sáu tháng huấn luyện tại vùng biển nhà, Helena lại lên đường đi Yokosuka, đến nơi vào ngày 25 tháng 1 năm 1956. Trong đợt bố trí kéo dài sáu tháng này, nó hoạt động chủ yếu trong khu vực Đài Loan và một giai đoạn ngắn tại vùng biển Philippines để huấn luyện. Nó quay trở về Long Beach ngày 8 tháng 7. Công việc thực hành, vốn bao gồm việc phóng tên lửa Regulus I từ dàn phóng của Helena, được tiếp nối trong 9 tháng tiếp theo, rồi nó lên đường cho một lượt phục vụ Viễn Đông khác vào ngày 10 tháng 4 năm 1957. Trong lượt hoạt động này, nó đóng trọn vẹn vai trò soái hạm, xen kẻ giữa sức mạnh hải quân và nhiệm vụ ngoại giao. Helena quay trở về Long Beach vào ngày 19 tháng 10. Sau một đợt đại tu hoàn tất vào ngày 31 tháng 3 năm 1958 và một lượt huấn luyện khẩn trương bao gồm việc phóng tên lửa, Nó lại lên đường hướng sang phía Tây.
Chuyến đi của Helena vào năm 1958 đến Viễn Đông bắt đầu vào ngày 3 tháng 8, và điểm dừng đầu tiên ở nước ngoài là tại cảng Cơ Long, Đài Loan, vào ngày 21 tháng 8. Ngày hôm sau, học viên và giáo viên của trường Cao đẳng Quốc phòng Đài Loan được đón lên tàu cho một chuyến đi thực tập. Chặng dừng tiếp theo trong lịch trình sẽ ghé đến Manila, nhưng cuộc khủng hoảng nổ ra do việc lực lượng Cộng hoà Nhân dân Trung Hoa bắn pháo xuống hai đảo Kim Môn và Mã Tổ do lực lượng Trung Hoa Dân Quốc trú đóng đã ngăn trở các hoạt động bình thường.
Trong vài tuần lễ tiếp theo sau, Helena tuần tra tại vùng biển xung đột. Ngày 7 tháng 9 nó di chuyển ở vị trí chỉ cách lục địa Trung Hoa 10 mi (16 km), bảo vệ cho các tàu vận tải của Trung Hoa Dân Quốc tiếp tế cho quần đảo Kim Môn. Vào ngày 9 tháng 10 năm 1958, trong khi đang ở ngoài khơi Philippine, yêu cầu được gửi đến Helena xin trợ giúp cho một tàu buôn mang cờ Na Uy, chiếc Hoi Wong, bị mắc cạn tại đá Bông Bay thuộc quần đảo Hoàng Sa. Helena đi đến địa điểm lúc 10 giờ 00 ngày hôm sau. Máy bay trực thăng của nó đã cứu người, phụ nữ và trẻ em khỏi con tàu, và đã chuyển đến Hồng Kông. Helena tiếp nối các hoạt động tuần tra và sẵn sàng tác chiến cho đến khi quay trở về Long Beach vào ngày 17 tháng 2 năm 1959.

### Thập niên 1960
Vào ngày 5 tháng 1 năm 1960, Helena lên đường hướng sang Tây Thái Bình Dương cùng với Yorktown và sự hộ tống của Hải đội Khu trục 23. Nó ghé thăm Triều Tiên và Đài Loan trước khi tham gia cuộc tập trận Chiến dịch Blue Star, một trong những cuộc thực tập đổ bộ trong thời bình lớn nhất trong lịch sử.
Sau một giai đoạn ở lại Nhật Bản, Helena lên đường cùng với Ranger và Saint Paul đi đến Guam. Đến ngày 24 tháng 4 năm 1960, cùng với các tàu khu trục Taylor và Jenkins, nó lên đường đi Australia. Sau đó nó quay về Long Beach, và từ tháng 6 đến tháng 11 trải qua một đợt đại tu. Vào giữa tháng 1 năm 1961 nó trở thành soái hạm của Đệ Nhất Hạm đội.
Vào ngày 17 tháng 5 năm 1961, 12 tàu chiến của Đệ Nhất Hạm đội dưới sự dẫn đầu của Helena đã phô diễn hỏa lực dưới sự chứng kiến của 700 thành viên Hiệp hội Đạn dược Hoa Kỳ. Đến tháng 6, cùng với tám vị khách của Bộ trưởng Hải quân trên tàu, Helena đã đi đến Portland, Oregon cho Lễ hội Hoa hồng.
Trong những tháng tiếp theo, Helena tham gia cuộc tập trận Tail Wind, gặp gỡ tàu tuần dương Los Angeles, tàu hộ tống mang tên lửa điều khiển Coontz và các tàu khu trục hộ tống để hình thành nên cuộc "biểu dương hạm đội" lớn nhất trong vòng 4 năm. Helena đã viếng thăm các cảng lớn tại Viễn Đông, thoát khỏi cơn bão Olga ngoài khơi Hồng Kông, rồi quay trở về San Diego vào ngày 6 tháng 10, để không lâu sau đó tham gia cuộc tập trận Covered Wagon. Trong thời gian còn lại của năm, Helena tham gia một cuộc biểu dương hạm đội lớn dưới sự chứng kiến của Tư lệnh Tác chiến Hải quân, Đô đốc George W. Anderson. Hoạt động cuối cùng trong năm của có là cuộc tập trận "Black Bear."
Trong những năm 1961-1962, khi hoạt động tại khu vực Bờ Tây Hoa Kỳ và vùng biển Tây Thái Bình Dương, Helena tham gia nhiều cuộc thực tập đổ bộ cùng các con tàu của Đệ Nhất hạm đội cùng các đơn vị của Sư đoàn 1 Thủy quân Lục chiến và Không đoàn 3 Thủy quân Lục chiến. Nó cũng từng đón lên tàu sĩ quan hải quân và tham mưu nước ngoài của Trường cao đẳng Chiến tranh Hải quân vào tháng 3 năm 1962, và hai nhóm thành viên Hiệp hội Hải quân trong các chuyến đi Viễn Đông vào tháng 6 và tháng 8.
Đến cuối năm, Helena được chuẩn bị cho ngừng hoạt động tại Xưởng hải quân Long Beach. Ngày 18 tháng 3 năm 1963, Tư lệnh Đệ Nhất hạm đội chuyển cờ hiệu của mình sang tàu tuần dương Saint Paul. Helena được đưa về lực lượng dự bị vào ngày 29 tháng 6 năm 1963, và đến ngày 30 tháng 6 được chuyển sang Đội San Diego thuộc Hạm đội Dự bị Thái Bình Dương. Nó được rút khỏi danh sách Đăng bạ Hải quân vào ngày 1 tháng 1 năm 1974, và được bán cho hãng Levin Metals Co., tại Beverly Hills, California, vào ngày 13 tháng 11 năm 1974, và được tháo dỡ tại San Pedro, California vào năm tiếp theo.

## Phần thưởng và di sản
Do thành tích phục vụ trong cuộc xung đột Triều Tiên, Helena được tặng thưởng bốn Ngôi sao Chiến trận cùng với danh hiệu Đơn vị Tuyên dương Tổng thống của Cộng Hòa Hàn Quốc cùng Huân chương Phục vụ Triều Tiên.
|  |                                                       |  |
|  |                                                       |  |
|  | Bronze star · Bronze star · Bronze star · Bronze star |  |
|  |                                                       |  |

| Dãi băng Hoạt động Tác chiến             | Huân chương Phục vụ Trung Hoa                            | Huân chương Chiến dịch Hoa Kỳ                         |
| Huân chương Chiến thắng Thế Chiến II     | Huân chương Phục vụ Chiếm đóng Hải quân (Nhật Bản)       | Huân chương Phục vụ Chiếm đóng Hải quân (Đức)         |
| Huân chương Phục vụ Phòng vệ Quốc gia    | Huân chương Phục vụ Triều Tiên với 4 Ngôi sao Chiến trận | Huân chương Viễn chinh Lực lượng Vũ trang             |
| Đơn vị Tuyên dương Tổng thống (Hàn Quốc) | Huân chương Liên Hợp Quốc Phục vụ Triều Tiên             | Huân chương Phục vụ Chiến tranh Triều Tiên (Hàn Quốc) |

Chiếc chuông của con tàu hiện đang ở tại thành phố Helena, Montana, trên nền Pháo đài Harrison, bên ngoài tòa nhà Hải quân Dự bị, cùng với mỏ neo và một chân vịt của nó.